# Alfred Danielczyck
Alfred Danielczyck (* 28. August 1885 in Danielshof bei Drygallen; † 21. September 1962 in Enge, Schleswig-Holstein) war ein deutscher Landwirt und Politiker (NSDAP).
Danielczyck, der evangelischer Konfession war, war verheiratet und Landwirt in Danielshof. Im Ersten Weltkrieg diente er als Soldat. 1920 trat er dem Deutschvölkischen Schutz- und Trutzbund und dann der Deutschvölkischen Freiheitsbewegung bei. Zum 1. Oktober 1930 trat er der NSDAP bei (Mitgliedsnummer 317.599) und gründete die Ortsgruppe Drygallen. 1931 bis 1933 war er Amtsleiter der politischen Organisation der Partei und Führer des NSL in Ostpreußen. Nach der Machtergreifung der Nationalsozialisten 1933 war er für den Kreis Johannisburg und die NSDAP Mitglied des letzten Provinziallandtags der Provinz Ostpreußen. Er war Kreisbauernführer im Kreis Johannisburg.